# .biz
.biz – internetowa domena najwyższego poziomu przeznaczona do użytku dla biznesu, ogłoszona 16 listopada 2000 r., w pełni operacyjna od czerwca 2001 r. Adres w tej domenie nie stawia żadnych prawnych ani geograficznych uwarunkowań. Przyczyną wprowadzenia domeny jest wyczerpywanie się zasobu adresów z tradycyjną domeną .com. Domena jest administrowana przez Neulevel.